# Metody I (patriarcha Konstantynopola)
Metody I, Metody Wyznawca, gr. Μεθόδιος Α΄, cs. Swiatitiel Miefodij, patriarch Konstantinopolskij (ur. 788/800 w Syrakuzach, zm. 14 czerwca 847 w Konstantynopolu) – patriarcha Konstantynopola, święty Kościoła katolickiego i prawosławnego.

## Żywot świętego
Metody urodził się w zamożnej rodzinie. W młodym wieku został wysłany do Konstantynopola w celu uzupełnienia edukacji i zdobycia stanowiska na dworze. Metody jednak wstąpił do klasztoru w Bitynii I został w nim opatem.
Podczas prześladowań ikonodulii w 815 udał się do Rzymu, prawdopodobnie jako wysłannik usuniętego z urzędu patriarchy Nicefora I. Po powrocie w 821 został aresztowany i wygnany do Nikomedii. W 829 został uwolniony i otrzymał stanowisko na dworze cesarza Teofila.
Po śmierci cesarza w 843, wpływowy minister Teoktistos przekonał cesarzową Teodorę do przywrócenia kultu ikon. Następnie doprowadził do depozycji wspierającego ikonoklastów patriarchy Jana VII Gramatyka. Metody został jego następcą 4 marca 843 aż do śmierci. Nowy patriarcha ogłosił powrót ortodoksji. Starał się doprowadzić po pojednania ikonoklastów i ikonodulów.
Teodor pozostawił po sobie pisma polemiczne, hagiograficzne, homilie i poezję.

## Kult
Jego wspomnienie liturgiczne w Kościele katolickim obchodzone jest 14 czerwca.
Cerkiew prawosławna wspomina świętego 14/27 czerwca, tj. 27 czerwca według kalendarza gregoriańskiego.
W ikonografii święty przedstawiany jest w liturgicznych szatach biskupich. Jest starszym mężczyzną z niedługą, kasztanową brodą. Prawą dłonią błogosławi, w lewej trzyma ikonę Chrystusa.